# Glen Vella
Glen Vella (Birkirkara, 14 de mayo de 1983) es un cantante maltés. Representó a Malta en el Festival de la Canción de Eurovisión 2011 con la canción «One life».

## Carrera
Su carrera como cantante comenzó a los 13 años de edad. Estudió teoría y práctica vocal y piano. Es titulado en  entrenamiento vocal por el Victoria College of Music, Londres, Reino Unido.

## Su paso porMalta Song for Europe
Glen Vella debutó en las selecciones maltesas para el Festival de Eurovisión en 2005, con la canción «Appreciate». Participó en otras tres ocasiones pero sin ganar. En una de sus participaciones, formó parte del grupo Q, específicamente en 2009, con quienes finalizó en el tercer lugar. En 2010 quedó en segundo lugar con la canción «Just a Little More Love».

## Eurovisión 2011
En 2011, Glen participó en la selección nacional maltesa, llamada Malta Eurosong 2011, con la canción «One life», con la intención de representar a su país en el Festival de Eurovisión a celebrarse ese año en Düsseldorf, Alemania en mayo de 2011. Vella logró clasificarse para la final, en la que acabó en el primer lugar y viajó a Alemania como representante de la isla.
La canción obtuvo 54 puntos, alcanzando el undécimo puesto, a tan solo un punto de diferencia del décimo país clasificado, Suiza.